# Llengües austroasiàtiques
L'austroasiàtic és un grup lingüístic establert per l'alemany Ernst Kuhn (1846-1920) el 1889 per reunir les llengües khmer, mon i munda amb les de les Illes Nicobar.

El nom d'austroasiàtic prové del grec, i significa 'sud d'Àsia'. Àustric o austro és el nom que l'alemany Wilhelm Schmidt donà al grup lingüístic el 1907 per reunir les llengües austroasiàtiques i les austronèsiques amb les tai i altres llengües del sud-est asiàtic, i ho va fer manifest amb la publicació de la seva obra Die Mon-Khmer-Völker, ein Bindeglied zwischen Völkern Zentralasiens und Austronesiens el 1906. Segons unes noves classificacions, s'ha considerat la família austroasiàtica i mon-khmer sinònimes, tot i que hi ha divergències per part dels lingüistes. 

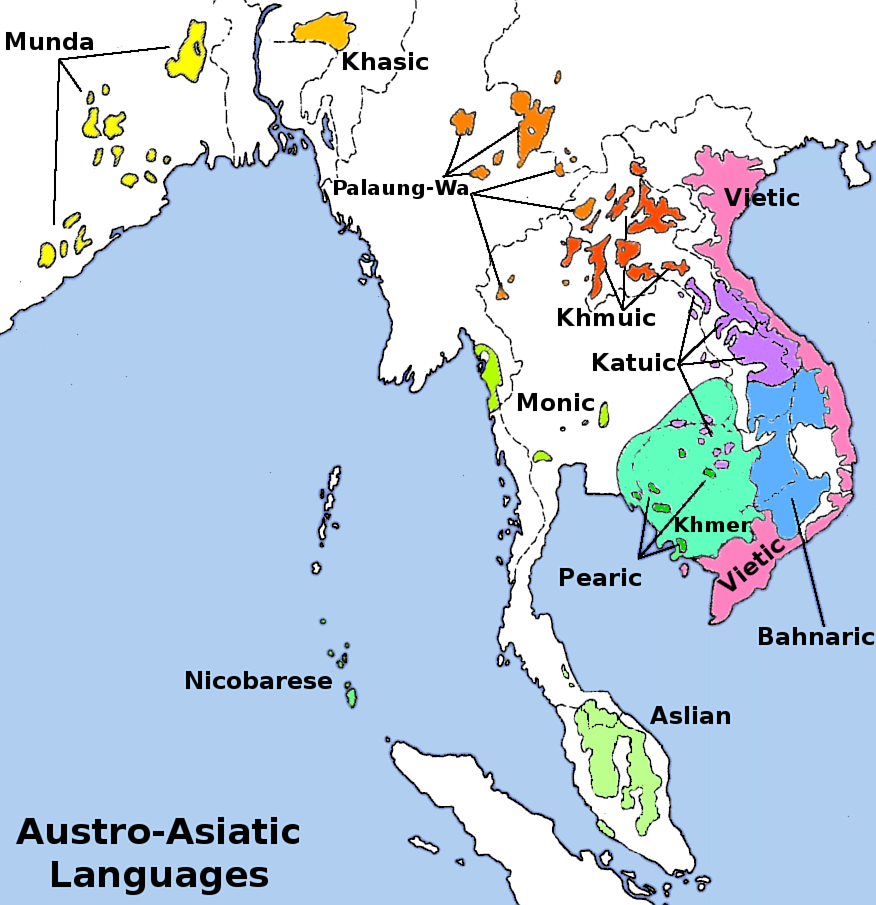
Zones on es parlen llengües austroasiàtiques

La família austroasiàtica pertany al grup de famílies o fillum àustric, juntament amb les llengües austrotai i les miao-yao (o hmong-mien), i és considerada la més arcaica del sud-est asiàtic. S'estén per tot el sud-est asiàtic i també per algunes parts de l'Índia, Nepal i Bangladesh, on alhora es parlen llengües d'altres famílies lingüístiques. De les llengües austroasiàtiques, només el vietnamita i el khmer tenen estatus oficial (a Vietnam i Cambodja, respectivament). La resta de llengües de l'austroasiàtic són parlades per grups minoritaris. Hi ha al voltant de 117 milions de parlants de llengües austroasiàtiques.
Tradicionalment, es considerava que les llengües mon-khmer i les munda no estaven relacionades, però, més tard, l'evidència que sí ho estaven, gràcies a la classificació tipològica, dugué a considerar la família austroasiàtica pròpiament dita formada per dues subfamílies; les munda i les mon-khmer,ref>Diffloth 2005</ref> mentre que un altre ha abandonat per complet mon-khmer com a tàxon, i l'ha fet sinònim de la família més gran.
Així, llavors, dins del grup austroasiàtic, es troben els grups mon-khmer i les llengües munda. Va ser David Crystal (1987) qui, més tard, va incloure les llengües nicobareses en la família austroasiàtica, tot i que altres lingüistes com Moreno Cabrera (1990), Diffloth i Zide (1992) les consideren un subgrup dins de la família mon-khmer, i amb freqüència també se les ha considerat llengües aïllades. Ethnologue (2004) segueix aquest últim esquema classificatori, i identifica 168 llengües austroasiàtiques, 147 de les quals les classifica com a mon-khmer i 21 com a llengües munda.
Gérard Diffloth (2005) proposà un grup dins de la família austroasiàtica a més de les mon-khmer i les munda: les llengües khasi-khmúiques, en què es troben els subgrups khmúic, pakànic, palaúngic i khàsic.
D’altra banda, Sidwell (2009), sobre la base d'una comparació lexicoestadística de 36 llengües ben documentades, trobà molt poca evidència per decidir una ramificació interna de les llengües austroasiàtiques. Encara que Sidwell detectà una àrea de contacte entre les llengües bahnàriques i les katuiques, trobà més similituds entre grups geogràficament llunyans, com el munda i el nicobarés. Per aquesta raó, es limità a una classificació conservadora de l'austroasiàtic formada per 13 branques independents i més o menys equidistants entre si.
La classificació de les llengües del món no és una qüestió encara avui resolta, per tant totes les classificacions relacionades amb la família austroasiàtica proposades fins ara no són definitives.
Les llengües austroasiàtiques tenen una distribució disjunta al sud-est asiàtic i parts de l'Índia, Bangla Desh, Nepal i el sud de la Xina, separades per regions on es parlen altres llengües. Sembla que són les llengües originals del sud-est asiàtic continental (excepte les illes Andaman), amb les llengües kra-dai veïnes, i de vegades circumdants, llengües hmong-mien, austronèsiques i les sinotibetanes sent el resultat de migracions posteriors.

## Classificació
La família àustrica, anomenada així per Schmidt (1926), es divideix en tres grans grups: l'austroasiàtic, el miao-yao i l'austro-tai.
-Les llengües del grup austroasiàtic es parlen al sud de l'Àsia continental, Vietnam, Cambodja, Laos, Tailàndia, Myanmar i també a les Illes Nicobar, on es barregen amb les del grup daic, que inclou el thai i el laosià, i amb les del grup miao-yao (o també hmong-mien). Dins d'aquest grup hi ha dos subgrups, les llengües munda i les mon-khmer. A més, s'ha proposat la inclusió de les llengües nicobareses i les llengües khasi-khmúiques, però no hi ha homogeneïtat en l'opinió dels lingüistes envers això.
-El grup de llengües miao-yao, també conegut com a hmong-mien, està compost de quatre llengües; miao, yao, punú i laka. Encara que la postura més habitual és considerar-la com una família aïllada, i tot i que es proposà la seva inclusió entre les llengües sinotibetanes, hi ha lingüistes com Junyent (1993: 54) que la inclouen en el grup àustric, però no n'hi ha una acceptació generalitzada.
-En el grup austro-tai, inclòs segons la hipòtesi de Benedict (1975), s'agrupen les llengües daiques (o tai-kadai) i les austronèsiques. Donada la importància que té el grup tai, és freqüent que de vegades s'utilitzi aquest terme per fer referència a la família sencera. Grimes i Grimes (1996) distingeixen tres grups dins del grup daic: llengües kadai (sud de la Xina i nord del Vietnam), llengües kam-sui (Xina) i llengües tai (est de Guizhou, oest de Hunan, nord de Guangxi, sud de la Xina i també zones del nord del Vietnam i Laos). El grup austronèsic ocupa una zona també extensa, des de Madagascar fins a l'illa de Pasqua, i des de Taiwan i Hawaii fins Nova Zelanda.

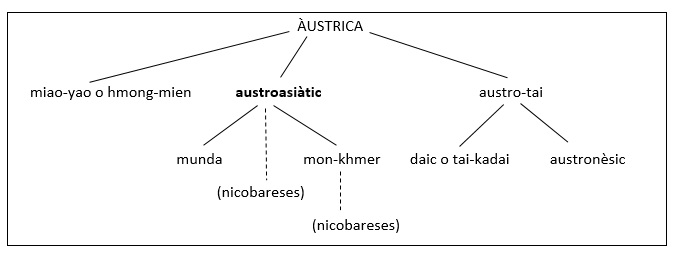
Proposta de classificació

## Membres del grup austroasiàtic
Les llengües que pertanyen al grup austroasiàtic formen un gran grup en el qual l'evidència de les relacions genètiques entre si és inqüestionable, segons Campbell (1991). Hi ha moltes llengües dins d'aquest grup lingüístic que són vagament conegudes, i fins i tot el nombre de llengües total no és del tot clar. Dins del grup austroasiàtic es troben generalment dues grans branques formades pels subgrups:
Llengües mon-khmer (o mon-jemer), que són les que tenen un nombre més elevat de parlants i que són les úniques representades en les estadístiques oficials dels estats europeus. Cal esmentar que en classificacions més recents s'ha considerat austroasiàtica sinònima de mon-khmer, és a dir, s'ha plantejat que no es distingeixi una branca austroasiàtica d'una subbranca mon-khmer. Per raons històriques, moltes llengües austroasiàtiques es parlen en particular a l'oest i al sud d'Europa. Entre aquestes llengües, el vietnamita té un paper significatiu, ja que un gran nombre de refugiats vietnamites es van traslladar a Europa a conseqüència de la Guerra de Malaka, als anys setanta. Un gran nombre de refugiats del Vietnam i de persones vietnamites de grups minoritaris van anar a l'oest d'Europa. Moltes llengües mon-khmer, incloent-hi el vietnamita, són parlades al sud de la Xina. Segons una classificació publicada per Ethnologue el 2004, les llengües nicobareses són definides com un subgrup de llengües mon-khmer, tot i que no és acceptat en general per tots els lingüistes.
Les llengües munda, també dins del grup austroasiàtic, es parlen a la zona est i central de l'Índia i Bangladesh. Normalment es divideixen en llengües munda del nord i llengües munda del sud, classificació proposada per Diffloth (1974).
També es podria parlar d'un parell de branques addicionals de llengües austroasiàtiques. Les llengües nicobareses, que la majoria d'autors classifiquen dins les llengües mon-khmer, i altres les consideren un subgrup independent dins del grup austroasiàtic, i encara altres les consideren aïllades; i el grup de llengües khmuico-khàsic o khasi-khmúic, proposat per Diffloth (2005):
*Les llengües nicobareses, que en són sis les que es parlen a les Illes Nicobareses, Índia: car, chaura, teressa, nicobarés meridional, nicobarés central i shompeng. L'emparentament de les llengües nicobareses amb l'austroasiàtic és clar i ha sigut utilitzat per a donar suport a la hipòtesi de la macrofamilia àustrica.
*Les llengües khmuico-khàsic o khasi-khmúic, parlades al nord-est de l'estat indi de Meghalaya i zones adjacents de Bangladesh. Aquest subgrup inclou les llengües pnar, war, bhoi, etc.
Les subdivisions de la família austroasiàtica, tant dels grups principals (munda i mon-khmer) com dels que estan en dubte o no acceptats de manera general (khmuico-khàsiques i nicobareses), apareixen en la llista següent:
1. Llengües munda:

- Munda septentrional (12 llengües)
- Munda meridional (9 llengües)

2. Llengües mon-khmer (o mon-cambodjanes):
- Meridionals

Aslianes (19 llengües; Malasia peninsular i Tailàndia.)
Mòniques (2 llengües; inclou l'idioma mon de Birmània i la llengua nyakuri de Tailàndia.)
*Nicobareses (6 llengües; Illes Nicobar, Índia.)
- Orientals

Cambodjà o khmer (Cambodja, Tailàndia i Vietnam.)
Peàriques (6 llengües; Cambodja.)
Bahnàriques (40 llengües; Vietnam, Laos i Cambodja)
Katuicas (19 llengües; Laos, Vietnam i Tailàndia.)
- Septentrionals

Llengua mango (Vietnam)
Anamita-muong (10 llengües; Vietnam i Laos, inclou l'idioma vietnamita, que és la llengua austroasiàtica més parlada.)
3.*Llengües khmuico-khàsiques:
- Khàsiques (3 llengües; nord-est de l'Índia i Bangladesh.)
- Khmúiques (13 llengües; Laos i Tailàndia.)
- Palaúngiques (21 llengües; Birmània, Xina meridional i Tailàndia.)
- Pakàniques o palyú (sud de la Xina.)

4.*Nicobareses
Car, chaura, teressa, nicobarés meridional, nicobarés central, shompeng.

## Tipologia de les llengües austroasiàtiques
Entre les dues grans branques que integren la família austroasiàtica, llengües munda i llengües mon-khmer, es comparteixen els següents trets:
-Fonèticament, la no emissió de les oclusives finals. Tot i que aquest tret és freqüent en tots els grups del sud-est asiàtic, aïlla les llengües munda a la zona lingüística índia.
-Ambdues branques tenen grups complets d'oclusives i nasals en posició final d'arrel amb quatre punts d'articulació: velar, palatal, alveolar i labial. En les mon-khmer, i no sempre en les munda, aquesta posició final d'arrel és també final de paraula.
-Un altre tret característic n'és la manca d'aspirades; les munda sovint presenten l'alveolar /s/ i a les mon-khmer /s h/.
-Les arrels típiques de l'austroasiàtic exigeixen com a mínim una consonant final que exclou les aproximants. Algunes llengües suavitzen aquesta norma i perden la glotal final /ʔ/, deixant síl·labes obertes a final de paraula.
-Morfològicament és freqüent l'infix nominalitzador -n-, encara que és més normal en les mon-khmer que en les munda. El mateix passa amb el prefix causatiu labial. Els dos trets són comuns en llengües de la família austronèsica, i es proposen com a arguments per defensar l'existència del fillum àustric.
-En les dues branques, encara que més desenvolupat en les munda, trobem una classe lèxica bàsica d'“expressius” que funcionen com a adverbis sense força predicativa; es tracta de paraules creades amb una base icònica que tracta d'evocar algun tipus de sensació.